# Kembaran (Candimulyo)
Kembaran is een bestuurslaag in het regentschap Magelang van de provincie Midden-Java, Indonesië. Kembaran telt 1232 inwoners (volkstelling 2010).